# Лужники (ярмарка)
«Лужники» — ныне не действующая вещевая ярмарка (рынок), располагавшаяся в Москве между Олимпийским комплексом «Лужники» с одной стороны и малым кольцом Московской железной дороги и Третьим транспортным кольцом с другой, рядом со станцией метро «Спортивная».

## История
В начале 1990-х годов спорткомплекс «Лужники» находился в сложном финансовом положении. Из-за высокой степени износа спортивные сооружения исчерпали запас прочности и нуждались в ремонте. В начале 1992 года директор спорткомплекса В. В. Алёшин отправился на приём к мэру Москвы Ю. М. Лужкову с просьбой выделения денег из городского бюджета на финансирование реконструкции спорткомплекса. Лужков предложил создать на территории спорткомплекса первый в России вещевой рынок. Первоначально Алёшин скептически отнёсся к предложению, однако уже в том же году на территории спорткомплекса появился рынок.
В первые годы существования был самым популярным рынком в Москве, но со временем появились и другие вещевые рынки, не уступавшие или превосходившие его как по ассортименту товаров, так и по их стоимости. При этом рынок мешал нормальной работе спортивных сооружений, вокруг него образовывалось значительное количество мусора, газоны вытаптывались покупателями.
2 августа 2002 года на рынке возник пожар под эстакадой. В 2006-м проходили рейды Федеральной миграционной службы, имели место стычки чиновников этой службы с охранниками, массовые изъятия контрафактной продукции сотрудниками ОМОНа. В 2004 году на рынок приезжали террористы под видом торговцев.
1 августа 2011 года рынок был официально закрыт.

## Галерея

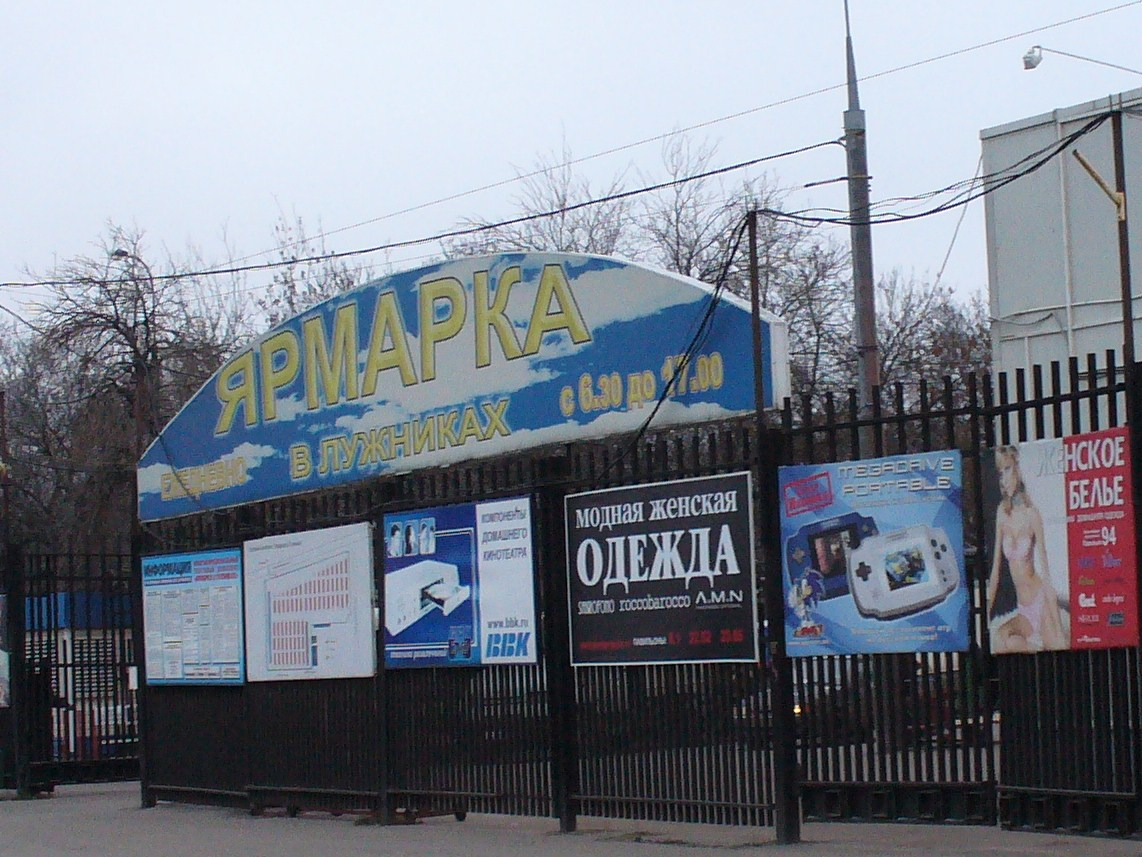
Ярмарка Лужники. Вход от Комсомольского проспекта
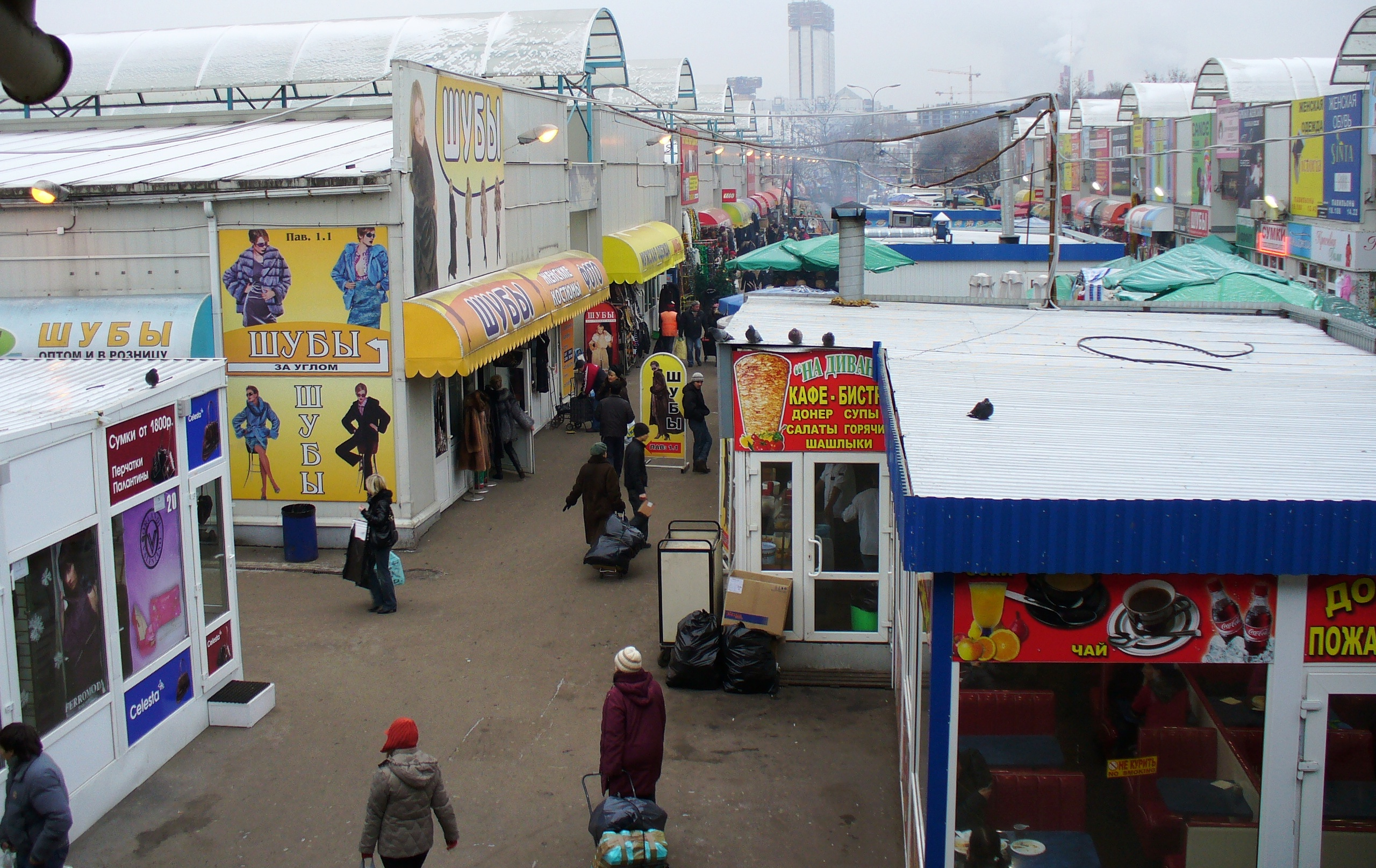
Ярмарка Лужники. Вид со 2-го этажа 2-го капитального ряда
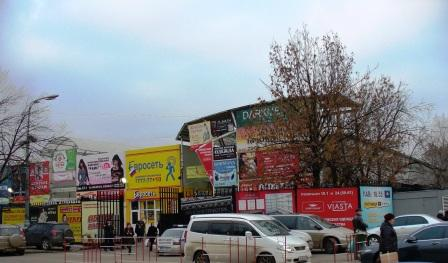
Юго-восточный вход со стороны автобусной станции, расположенной на территории Олимпийского комплекса «Лужники»
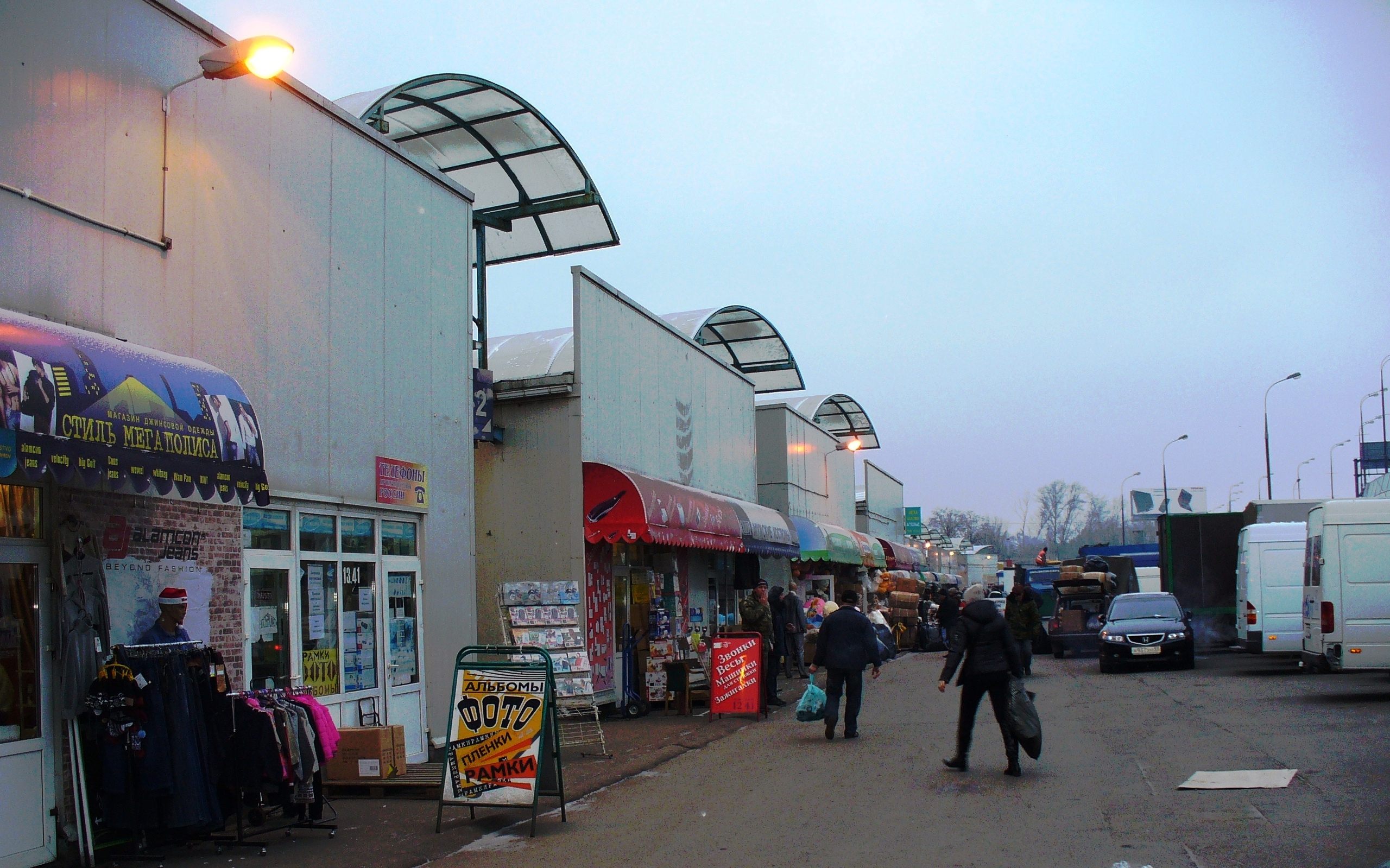
Ярмарка Лужники. Северо-восток, вблизи Третьего транспортного кольца
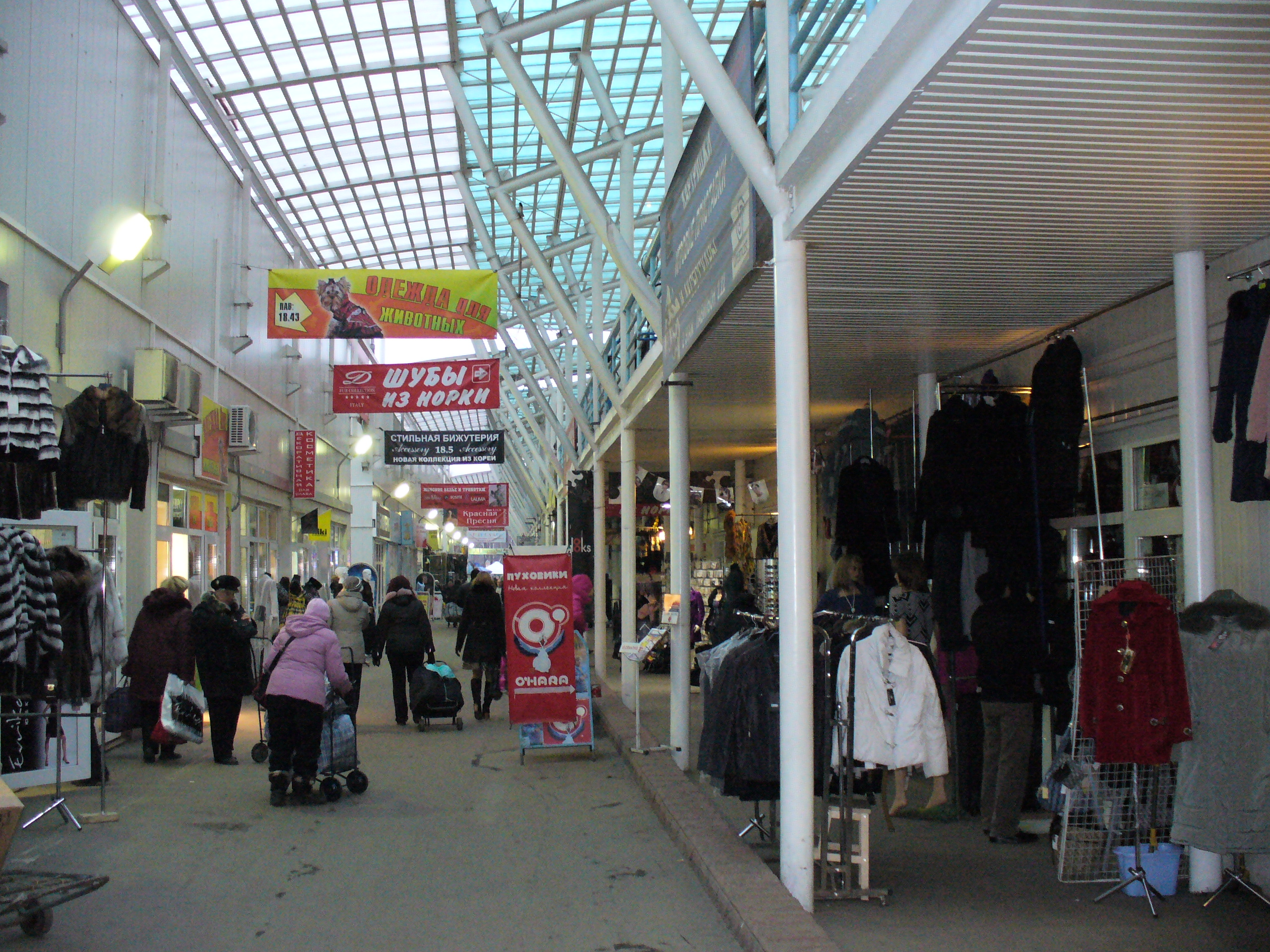
Ярмарка Лужники. У 2-го капитального ряда